# Аеродром Мира
Аеродром Мира (: , : ) је аеродром у Лесковцу, спортско-туристичког карактера, тј. користи се у спотско-рекреативне, туристичке и пољопривредне сврхе.
Аеродром је лоциран на око 2,5 km северно од центра града, близу пута 158 који повезује Лесковац–Ниш. Аеродромска полетно-слетна стаза је травната, дужине 1100x? m, на надморској висини од 225 m. Надлежна контрола летења је у Нишу. Аеродром је претежно спортског карактера, а само у неколико наврата организовани су чартер летови за Београд и Црногорско приморје.
У склопу аеродрома ради и аеро-клуб „Саша Митровић“. Клуб обавља обуку за моторно летење, једриличарство и падобранство.
У непосредној близини аеродромске полетно-слетне стазе налази се и хиподром.